# Tamaricàcies
Tamaricàcia, Tamaricàcies o Tamaricaceae és una família de plantes amb flors.
Té 4 gèneres i unes 120 espècies.
Sota el Sistema Cronquist aquesta família estava inclosa en l'ordre de les Violals però les classificacions modernes la posen en l'ordre Cariofil·lals.
És una família nativa de les parts seques d'Europa, Àsia i Àfrica. Moltes creixen en sòls salins tolerant també sòls alcalins.
Adopten la forma de plantes herbàcies, arbusts o petits arbres.
Les fulles són en forma d'esquames. Les flors són petites i regulars formant espigues